# Єврейське щастя (фільм, 1925)
Про однойменний фільм див. Єврейське щастя (фільм, 1990)
«Єврейське щастя» (інша назва: «Менахем-Мендл») — радянський німий художній фільм 1925 року, знятий режисером Олексієм Грановським за мотивами оповідань Шолом-Алейхема.

## Сюжет
Кінокартина описує становище єврейської бідноти, загнаної царським режимом за смугу єврейської осілості.

## У ролях
- Соломон Міхоелс — Менахем Мендель
- Саша Епштейн — Іоселе, син Менделя
- Мойсей Гольдблат — Залман
- Тев'є Хазак — Мойша Кімбак, багач
- Іда Абрагам — дружина Кімбака
- Тамара Адельгейм — Бейла, дочка Кімбака
- Йосип Шидло — Клячкін
- Рахіль Іменітова — дружина Клячкіна
- Ілля Рогалер — Ушер, сват
- Любов Ром — епізод
- Веніамін Зускін — пасажир

## Знімальна група
- Режисер — Олексій Грановський
- Автори сценарію — Григорій Гричер-Чериковер, Ісаак Тенеромо, Борис Леонідов
- Автор титрів — Ісаак Бабель
- Художник-постановник — Натан Альтман
- Оператори — Едуард Тіссе, В. Хватов, Н. Струков
- Композитор — Лейб Пульвер